# 윤정희 (1980년)
윤정희(尹晶喜, 1980년 12월 21일 ~ )는 대한민국의 배우다.

## 학력
- 안양초등학교 졸업
- 성문중학교 졸업
- 양명여자고등학교 졸업
- 수원여자대학교 연기모델과 학사

## 방송 활동
- 2000년 미스코리아 시상 받았다.
- 2001년 미스코리아 행사 참여 했다.
- 2002년 미스코리아 행사 다시 참여 했다.
- 연기지망생이었던 2003년, 우연히 KBS 《산장미팅 장미의 전쟁》이라는 예능 프로그램 오디션에 통과하며 데뷔하였고 대중에게 얼굴을 알리는 계기가 되었다.
- 당시 출연진과 커플로 이어지면서 두달여간 비중있게 출연했지만 예능에 대한 부담감으로 내적갈등이 많았다고 한다.[2]
- 대학 교수였던 정보석의 소개로 여러 번 연기 오디션에 응시했지만 번번히 탈락, 연기가 천직이 아니라는 생각에 일본 유학을 준비하고 있었다.
- 그러던 중, 《하늘이시여》 오디션에 합격하며 연기 인생의 터닝포인트를 맞게 된다.
- 기구한 운명에 맞서 애절한 사랑을 하는 여주인공 '이자경'을 연기하며 연기력 논란과 함께 '눈물의 여왕'이라는 별칭도 얻었다.
- 첫 주연작이 공전의 히트를 기록하면서 많은 사랑을 받았지만 이후 출연하는 작품마다 착하고 여성스러우며 희생을 감내하며 버텨내는 지고지순한 역할이 많다.
6세 연상 일반인 남성과 2015년 5월 30일 인도네시아 발리에서 극비리에 결혼해 화제를 모은 이후 연예계에서 자취를 감췄다.
- 그리고 2017년 5월에 출산 사실을 지인들에게만 알린 것도 뒤늦게 알려졌다.[3]
- 2019년 2월 둘째 아이를 출산했다고 뒤늦게 알려졌으며 2013년 드라마 《맏이》와 2014년 영화 《나의 사랑 나의 신부》에 출연한 이후로 연예계 활동은 전혀 하지 않았으나 2020년 9월 써브라임아티스트에이전시와 전속계약을 체결하며 활동재개를 알렸다.
- 올해 하반기에 방송하는 SBS 새 드라마 《지금, 헤어지는 중입니다》에서 신유정 역으로 7년만에 안방극장에 복귀한다.
- 2021년 7월 20일 같은 소속사 식구인 가수 겸 배우 EXID 하니(안희연)과 함께 코로나19 양성 확진 판정을 받았다.
- 2022년 3월 7일 산불 피해 지역 주민들을 위해 희망브리지 전국재해구호협회에 5천만원을 기부했다.

## 동료 동기 친구들
- 추소영
- 박윤재
- 진태현
- 조정석
- 인교진
- 홍수현
- 오유나
- 조여정
- 한채영
- 오윤아
- 김소연

## 출연 작품

### 드라마
- 2003년 SBS 미니시리즈 《스크린》
- 2003년 KBS2 《부부클리닉 사랑과 전쟁》 - 카사노바의 최후 ... 지연 역
- 2004년 MBC 청춘시트콤 《논스톱 4》... 윤교수가 첫눈에 반한 여자
- 2005년 SBS 아침연속극 《선택》 ... 김민지 역
- 2005년~2006년 SBS 주말극장 《하늘이시여》 ... 이자경 역
- 2007년 KBS2 주말연속극 《행복한 여자》 ... 이지연 역
- 2008년~2009년 SBS 주말특별기획 《가문의 영광》 ... 하단아 역
- 2010년 SBS 주말극장 《웃어요, 엄마》 ... 강신영 역
- 2012년 SBS 주말극장 《맛있는 인생》 ... 장승주 역
- 2013년~2014년 JTBC 주말연속극 《맏이》 ... 김영선 역
- 2021년~2022년 SBS 금토드라마 《지금, 헤어지는 중입니다》 ... 신유정 역
- 2024년 tvN 월화드라마 《우연일까?》 ... 배혜숙 역

### 영화
- 2008년 《고사: 피의 중간고사》 ... 영어교사 최소영 역
- 2014년 《나의 사랑 나의 신부》 ... 승희 역

### 뮤직비디오
- 2004년 기후 - 눈물이 하늘가려
- 2009년 다비치 - 8282
- 2009년 다비치 - 사고 쳤어요

### 방송
- 2003년 KBS2 《산장미팅 장미의 전쟁》
- 2005년 KBS1 《싱싱 토요일》
- 2012년 MBC 《일밤-남심여심》

## 광고
- 우리금융
- 웅진식품 초록매실
- KTF (웨딩편)
- 코카콜라
- SK텔레콤 모네타카드
- 금호고속
- 대한항공
- SK텔레콤 JUNE (MC몽과 함께)
- CJ제일제당 햇반죽
- 한국네슬레 테이스터스 초이스 (한채영과 함께)
- SK건설 VIEW (지진희와 함께)
- 기업은행 (차인표와 함께)
- 동국제약 센시아 (김미숙과 함께)
- 송월타올 외 다수

## 수상
- 2009년 SBS 연기대상 프로듀서상 《가문의 영광》
- 2007년 KBS 연기대상 주간연속극 부문 여자 우수연기상 《행복한 여자》
- 2006년 한국패션월드어워드 탤런트 부분 베스트드레서
- 2005년 SBS 연기대상 뉴스타상 《하늘이시여》
- 2000년 미스코리아 선발대회 경기 미
- 1999년 세계 베스트 모델 '동성니키아'